# Mathieu Dossevi
Mathieu Dossevi (ur. 12 lutego 1988 w Chambray-lès-Tours) – togijski piłkarz francuskiego pochodzenia występujący na pozycji pomocnika w klubie FC Metz oraz w reprezentacji Togo.

## Kariera klubowa
Jest wychowankiem Tours FC, skąd w wieku 17 lat przeprowadził się do Le Mans FC, występującego wówczas w Ligue 1. Na debiut w tej lidze przyszło mu zaczekać do 2008 roku – wówczas to pojawił się na boisku w pojedynku z późniejszym mistrzem kraju, Girondins Bordeaux. Czarnoskóry piłkarz przed sezonem 2010–11 opuścił szeregi zdegradowanego Le Mans i jego kartę zawodniczą wykupiło Valenciennes FC. Przez trenera Philippe’a Montaniera wystawiany był na pozycji skrzydłowego, u Daniela Sancheza występował najczęściej tuż za wysuniętym napastnikiem. Po Valenciennes grał w Olympiakosie, a w 2016 trafił do Standardu Liège. W 2017 wypożyczono go do FC Metz.